# Franz Konrad von Reinach
Franz Konrad Freiherr von Reinach († 25. Dezember 1724) war Ritter des Deutschen Ordens.
Für den aus der Schweiz stammenden Reinach wurde bereits am 20. Oktober 1702 das Trappiersamt in Mergentheim bestimmt, sollte er denn den Ritterschlag empfangen. Nachdem er dann am 9. Januar 1703 in die Ballei Franken des Deutschen Ordens aufgenommen worden war, wurde er wohl bereits kurz darauf zum Hauskomtur in Nürnberg und am 6. September 1708 zum Hauskomtur in Virnsberg bestimmt. Seit 1710 Hauskomtur zu Kapfenburg, wurde er am 24. April 1713 zum Komtur von Oettingen und Donauwörth erhoben, von wo aus er am 25. April 1718 als Komtur nach Kapfenburg wechselte.
| Personendaten    | Personendaten                                           |
| ---------------- | ------------------------------------------------------- |
| NAME             | Reinach, Franz Konrad von                               |
| ALTERNATIVNAMEN  | Reinach, Franz Konrad Freiherr von (vollständiger Name) |
| KURZBESCHREIBUNG | Ritter des Deutschen Ordens                             |
| GEBURTSDATUM     | 17. Jahrhundert                                         |
| STERBEDATUM      | 25. Dezember 1724                                       |